# Музей Рьоска
57°42′00″ пн. ш. 11°58′24″ сх. д. / 57.7° пн. ш. 11.97333333° сх. д.

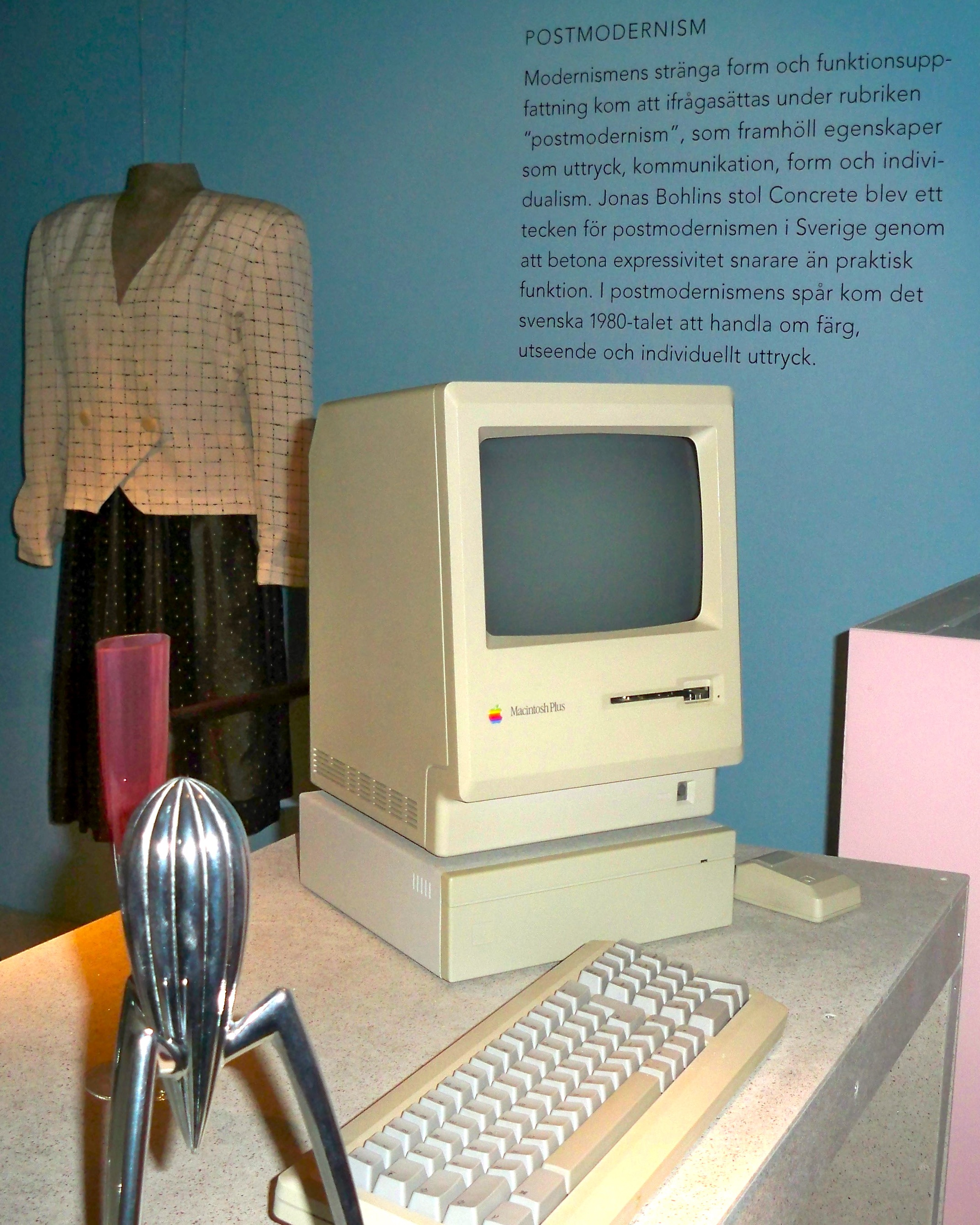
Комп'ютер "Macintosh Plus" в Музеї дизайну в Гетеборгзі, Швеція

Музей Рьоска (швед. Röhsska museet, раніше називався Röhsska konstslöjdsmuseet, також відомий як Музей дизайну), розташований у Гетеборзі, Швеція, присвячений дизайну, моді та прикладному мистецтву.
Колекція музею налічує понад 50 тисяч предметів. Велика частина колекції складається з виробів ручної роботи та дизайну зі Швеції та Європи, а також декоративно-прикладного мистецтва з Японії та Китаю. У музеї також зберігається дуже чудова колекція моди 20-го і 21-го століть, включаючи багато одягу високої моди з Парижа та інші відомі моделі одягу з усього світу. Сьогодні музей Рьоска збирає переважно сучасний матеріал, і прагне до діалогу зі своїми користувачами про сучасні явища та засоби вираження.

## Історія
Музей Рьоска був заснований у 1904. Фінансовий фонд складався з пожертвувань від маєтку Вільгельма Рьоса в 1901, а в наступні роки інші люди, включаючи його брата Августа Рьоса, зробили додаткові пожертви. Оригінальна будівля, оздоблена червоною цеглою ручної роботи, була спроектована архітектором Карлом Вестманом у національному романтичному стилі. У 1916 музей був відкритий для відвідування.
Першим куратором музею був Аксель Нільссон, який також брав участь у будівництві музею. Кураторами, які змінили його, були Густав Мунте у 1924, Ґьоран Аксель-Нільсон у 1946, Ян Бруніус у 1972, Крістіан Аксель-Нільсон у 1986, Гелена Дальбек Лютеман у 1996, Лассе Брунстрьом у 1998, Ельзебет Веландер-Бергрен у 2000 і Тед Геселбом у 2007. У січні 2013 новим директором музею був призначений Том Гедквіст.

## Зовнішні посилання
- Офіційний сайт

1. ↑  http://rohsska.se/besok-rohsska-museet/valkommen-hit/13997/
2. ↑  http://kulturanalys.se/wp-content/uploads/2017/01/Museer-2015_reviderad-170126.pdf — Swedish Agency for Cultural Policy Analysis, 2016. — ISBN 978-91-87046-31-5
3. ↑  http://kulturanalys.se/wp-content/uploads/Museer-2016_webb.pdf — Swedish Agency for Cultural Policy Analysis, 2017. — ISBN 978-91-87046-42-1
4. ↑  Museer 2017: Kulturfakta 2018:1 — Swedish Agency for Cultural Policy Analysis, 2018. — ISBN 978-91-87046-50-6
5. ↑  Röhsska museets samling - Röhsska museet. Röhsska museet. Архів оригіналу за 1 травня 2013. Процитовано 11 червня 2018.
6. ↑  The Röhsska Museum´s Collection - Röhsska museet. The Röhsska Museum. Архів оригіналу за 5 жовтня 2013. Процитовано 11 червня 2018.
7. ↑  History - Röhsska museet. The Röhsska Museum. Архів оригіналу за 6 червня 2014. Процитовано 11 червня 2018.
8. 1 2  Fasadens ristningar - Röhsska museet. Röhsska museet. Архів оригіналу за 6 жовтня 2013. Процитовано 11 червня 2018.
9. ↑  Historien bakom Röhsska museet - Röhsska museet. Röhsska museet. Архів оригіналу за 5 жовтня 2013. Процитовано 11 червня 2018.